# Acanthobelba heterosetosa
Acanthobelba heterosetosa är en kvalsterart som beskrevs av Choi 1997. Acanthobelba heterosetosa ingår i släktet Acanthobelba och familjen Damaeidae. Inga underarter finns listade i Catalogue of Life.